# Casa Ausenbaugh–McElhenny
La Casa Ausenbaugh–McElhenny es una casa histórica ubicada en la ciudad de Huber Heights, un suburbio de Dayton, Ohio, Estados Unidos. Construida en 1874, la Casa Ausenbaugh–McElhenny fue originalmente el hogar de uno de los primeros hombres del municipio de Wayne, Joseph J. McElhenny, cuya prominencia local quedó demostrada con su elección al cargo de juez de paz. La casa es uno de los ejemplos más destacados de la arquitectura de la década de 1870 en la zona, debido principalmente a sus elementos neogóticos tanto en el exterior como en el interior.  Ha sido declarada sitio histórico.
Construida con muros de tablas de madera sobre cimientos de piedra, la Casa Ausenbaugh–McElhenny está cubierta con un tejado de asfalto y presenta pequeños elementos de piedra y madera. Los elementos decorativos de la mampostería incluyen bloques rústicos en las hiladas exteriores de los cimientos, así como el uso de grandes bloques de piedra para las escaleras que llevan desde el suelo hasta el pórtico de entrada, una gran estructura de madera. La planta general se asemeja a la letra "T" con algunos cambios; incluyendo una extensión de una planta en la base de la letra, así como la presencia de un pórtico con techo inclinado en el lateral. Aparte de la extensión de una sola planta, la casa es un edificio de dos plantas con muros que se elevan hasta los hastiales. Ventanas tanto redondas como rectangulares perforan los muros, mientras que la entrada principal, que da al pórtico, adopta esta última forma. Una detallada carpintería de estilo gótico se encuentra en la cima de los hastiales, mientras que una pequeña chimenea se encuentra en la cima del tejado, cerca del extremo derecho del travesaño de la "T". En el interior, el diseño es sencillo pero no ostentoso, y su estilo se centra en el uso de molduras de madera de nogal. Se accede al segundo piso a través de una escalera cerrada con una entrada en forma de ojiva ubicada cerca del vestíbulo.
En 1975, la Casa Ausenbaugh-McElhenny fue incluida en el Registro Nacional de Lugares Históricos, debido a su arquitectura de gran importancia histórica. La designación incluía dos pequeñas estructuras: el retrete y la leñera de la casa, además de la casa principal. Es uno de los cuatro lugares de Huber Heights incluidos en el Registro, junto con Arnold Homestead, el Taylorsville Canal Inn (demolido) y la Esclusa Seventy del Canal de Miami y Erie. 